# Jovanovce
Jovanovce (cyr. Јовановце) – wieś w Serbii, w okręgu jablanickim, w gminie Crna Trava. W 2011 roku liczyła 27 mieszkańców.